# Die Geharnischten

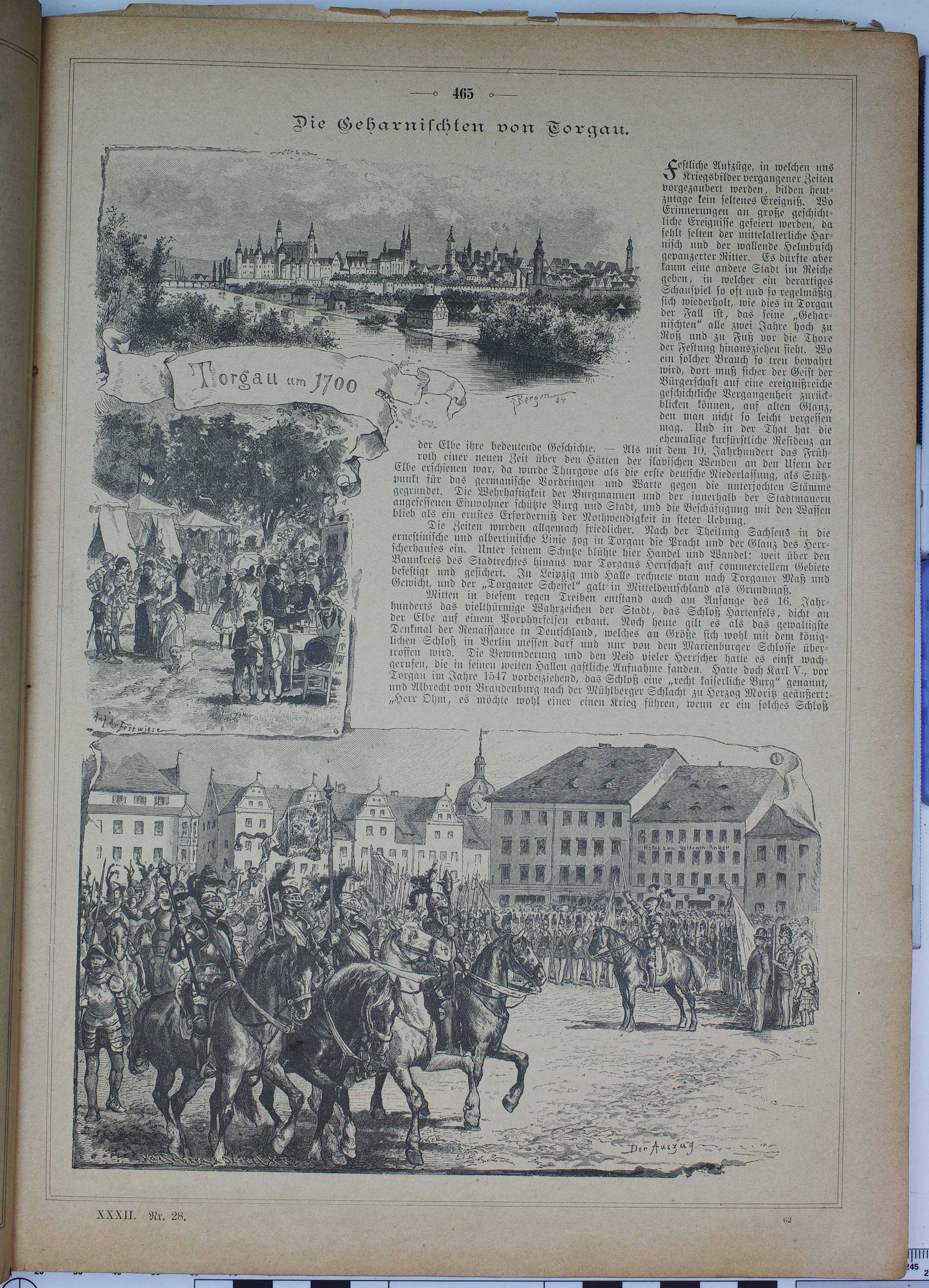
Die Geharnischten von Torgau in: Die Gartenlaube, 1884

Die Geharnischten (auch: Die Torgauer Geharnischten) sind die älteste kurfürstlich privilegierte Bürgerwehr (Bürger Pikenier Kompanie) Deutschlands, sie wurden erstmals am 11. April 1344 bei einem Abkommen zum Städtebund der drei sächsischen Städte Torgau, Oschatz und Grimma zur gemeinsamen Bekämpfung des Bandenunwesens erwähnt.
Auf Befehl des Kurfürsten Johann Friedrich zogen am 21. März 1542 128 Mann Torgauer geharnischter Bürgerwehr, davon 50 Berittene, zur Besetzung Wurzens aus, um Hilfsgelder zur Finanzierung des Krieges gegen die Türken einzutreiben, da Wurzen, das zum Bistum Meißen gehörte, nicht zahlen wollte („Türkensteuer“).
Die Wurzener Fehde verlief durch Schlichtung von Landgraf Philipp von Hessen und Martin Luther unblutig. Zu Ostern 1542, nach der erfolgreichen Schlichtung, zogen die Geharnischten nach Torgau. Auf dem Rückweg, und in Torgau angekommen, wurden sie mit Osterfladen bewirtet, dadurch bekam die Wurzener Fehde auch den Beinamen „Fladenkrieg“.
Der Kurfürst Johann Friedrich, überließ 1543 auf Bitten der Teilnehmer am Auszug nach Wurzen die von ihm bereitgestellten Harnische und Ausrüstungsgegenstände der Torgauer Bürgerwehr mit dem Privileg, zum Gedenken an die Wurzener Fehde und dessen unblutigen Ausgang jährlich ein Volksfest (Auszugsfest) mit Waffenübungen der Geharnischten zu feiern. Bis 1791 wurde das Auszugsfest jährlich gefeiert, dann alle zwei Jahre. Endgültig wurde 1824 festgelegt, dass das Auszugsfest alle zwei Jahre ab Donnerstag nach Pfingsten gefeiert werden solle. Ursprünglich wurden bei den zum Auszugsfest gehörenden Waffenübungen zwei Parteien gebildet, wovon die eine die errichtete Zeltstadt „stürmen“ musste.
Ein Kontingent von 700 Mann, Geharnischte und Schützen wurde 1546 zur Verteidigung Wittenbergs und Teilnahme am Schmalkaldischen Krieg ausgesandt. Nach der Rückkehr von der verlorenen Schlacht bei Mühlberg legten sich einige der Kämpfer bei Großtreben in einen Hinterhalt und überfielen nach Wittenberg fahrende Kähne, die einen päpstlichen Gesandten mit Geld und Briefen beförderten. Die Gesandten wurden allesamt erschlagen, die Schiffer wurden allerdings freigelassen. Nur ein vermeintlicher Täter, der kurfürstliche Büchsenmacher Melchior, wurde gefasst und hingerichtet.
Ab etwa 1700 wurde die Geharnischtenkompanie zur reinen Paradetruppe, die bei allen festlichen Gelegenheiten, Fürstenhochzeiten u. a. agieren musste.